# Wilhelm Gebauer
Wilhelm Gebauer (6. ledna 1882 Velké Heraltice, Rakouské Slezsko – 23. srpna 1972 Vídeň) byl důstojník Rakousko-uherské armády, po vzniku Rakouska byl vojenský důstojník a poslední polní podmaršálek rakouské armády.

## Životopis
Narodil se 7. ledna 1882 v domě číslo 37 ve Velkých Heralticích. Jeho rodiče byli Johann Gebauer a Josefa rozená Neissnerová. Navštěvoval opavské gymnázium a poté začal studovat Brněnskou kadetní školu. Kadetní školu ukončil v roce 1901 v hodnosti praporčíka a byl přidělen k haličskému pěšímu pluku. Před první světovou válkou si vysloužil vyznamenání, zamezil při nepokojích požáru ropné oblasti Boryslaw. Od zahájení první světové války sloužil Wilhelm Gebauer jako kapitán na ruské frontě. Byl velmi oblíben u důstojníku i obyčejných vojáků, opakovaně obdržel vojenská vyznamenaní. Poslední válečný rok strávil na ministerstvu války a po rozpadu monarchie byl zařazen do armády Rakouské republiky v hodnosti majora. V nové rakouské armádě (Budesheer) se podílel na organizaci a výstavbě a působil na různých velitelských postech. Byl autorem předpisů o výcviku odvedenců. Od roku 1929 vykonával Wilhelm Gebauer funkci adjutanta ministru obrany Carlu Vaugoinovi. V letech 1932 až 1937 byl velitelem brigády v dolnorakouském Sankt Pöltenu v hodnosti generálmajora. V roce 1937 byl Wilhelm Gebauer po odsloužených letech penzionován a následně povýšen na polního podmaršála s právem užívat titul „exelence“, což byla nejvyšší vojenská hodnost v době míru. Během let 1904–1936 obdržel celkem 15 vysokých vojenských vyznamenání. Po Anšlusu Rakouska nacisty odmítl nabídku wehrmachtu.

## Přehled vojenských hodností
- 1901 – praporčík
- 1902 – poručík
- 1909 – nadporučík
- 1914 – kapitán
- 1920 – major
- 1922 – poplukovník
- 1927 – plukovník
- 1932 – generálmajor
- 1937 – polní podmaršálek

## Vojenská ocenění
- 1904 – Bronzová vojenská medaile za zásluhy na červené stuze záslužného kříže
- 1908 – Vojenské výroční kříž
- 1911 – Říšský čínský řád dvojitého draka, III.třída
- 1913 – Černohorský řád Danila I., V. třída
- 1914 – Vojenský záslužný kříž, III. třída s meči
- 1915 – Železný kříž, II. třída
- 1915 – Bronzová vojenská medaile za zásluhy na stuze s meči
- 1916 – Stříbrná vojenská medaile za zásluhy na stuze s meči
- 1917 – Stříbrná vojenská medaile za zásluhy s meči a stříbrnou sponou
- 1918 – Řád železné koruny III. Třída s meči
- 1926 – Vojenský služební odznak pro důstojníky, 2. třída
- 1930 – Velký odznak mistra Německa a čestné členství
- 1932 – Velká stříbrná medaile za služby do Rakouské republiky
- 1933 – Válečná pamětní medaile
- 1936 – Vojenský služební odznak pro důstojníky, 1. třída[2]